# CTV Prince Albert
CIPA-TV (powszechnie nazywana też CTV Prince Albert) – kanadyjska stacja telewizyjna nadająca z Prince Albert, stan Saskatchewan. Stacja jest częścią CTV Television Network, jej program jest nadawany od 1987 roku.